# Solidity
Solidity是一種合約導向式語言，被應用於各種不同的區塊鏈平台，其主要開發者為加文·伍德，Christian Reitwiessner，Alex Beregszaszi，Liana Husikyan，Yoichi Hirai和其他幾位早期以太坊核心貢獻者。Solidity 可使程式開發人員能在區塊鏈上（例如以太坊）編寫智能合約。

## 歷史
Solidity的語法概念最早是由加文·伍德在2014年提出，後期則以Christian Reitwiessner所領導的以太坊團隊Solidity接手開發。該語言是針對以太坊虛擬機（EVM）所設計的四種語言之一（其他的還有Serpent，LLL，Viper（實驗中）和Mutan（已棄用））。有關這些語言的更多信息，請參閱以太坊編程語言。
Solidity是目前在以太坊及其他以太坊競爭平台中的主要編程語言，例如Monax及其Burrow Hyperledger的區塊鏈就是使用Tendermint完成共識機制。 SWIFT亦已經使用Solidity在Burrow上完成了概念驗證。
康奈爾大學的研究人員指出，Solidity即是導致DAO在2016年被駭客攻擊的部分原因之一。他表示：“這實際上並不是DAO合同本身的缺陷或漏洞；技術上來說，DAO確實是在EVM上如預期般地被執行，反而是Solidity將安全上的漏洞引入了合約之中，而這些漏洞不僅沒被開發社群察覺，Solidity語言的設計者們也忽略了。

## 描述
Solidity是一種靜態型別的程式語言，用於開發在EVM上執行的智能合約。 Solidity被編譯為可在EVM上執行的位元組碼。 藉由Solidity，開發人員能夠編寫出可自我執行其欲實現之商業邏輯的應用程式，該程式可被視為一份具權威性且永不可悔改的交易合約。對已具備程式編輯能力的人而言，編寫Solidity的難易度就如同編寫一般的程式語言。
Gavin Wood最初在規劃Solidity語言時參照了ECMAScript的語法概念，使其對現有的Web開發者更容易入門；與ECMAScript不同的地方在於Solidity具有靜態型別和可變返回型別。而與目前其他EVM目標語言（如Serpent和Mutan）相比，其重要的差異在於Solidity具有一組複雜的成員變數使得合約可支援任意階層的映射和結構。Solidity也支援繼承，包含C3線性化多重繼承。 另外還引入了一個應用程序二進制接口（ABI），該接口（ABI）可在單一合同中實現多種類型安全的功能。 
以下為使用Solidity編寫的程式範例:
```
contract
 
GavCoin

{

  
mapping
(
address
=>
uint
)
 
balances
;

  
uint
 
constant
 
totalCoins
 
=
 
100000000000
;

  
/// Endows creator of contract with 1m GAV.

  
function
 
GavCoin
(){

      
balances
[
msg
.
sender
]
 
=
 
totalCoins
;

  
}

  
/// Send $((valueInmGAV / 1000).fixed(0,3)) GAV from the account of $(message.caller.address()), to an account accessible only by $(to.address()).

  
function
 
send
(
address
 
to
,
 
uint256
 
valueInmGAV
)
 
{

    
if
 
(
balances
[
msg
.
sender
]
 
>=
 
valueInmGAV
)
 
{

      
balances
[
to
]
 
+=
 
valueInmGAV
;

      
balances
[
msg
.
sender
]
 
-=
 
valueInmGAV
;

    
}

  
}

  
/// getter function for the balance

  
function
 
balance
(
address
 
who
)
 
constant
 
returns
 
(
uint256
 
balanceInmGAV
)
 
{

    
balanceInmGAV
 
=
 
balances
[
who
];

  
}

}

```

## 開發平台
- Remix，Solidity官方IDE
- ChainIDE
- Microsoft Visual Studio[17][18]
- ConsenSys Enterprise
- Tendermint
- AWS的ErisDB

## 區塊鏈平台
Solidity可在下列平台中運作:
- 以太坊（Ethereum）
- 幣安智能鏈（Binance Smart Chain）
- 以太坊經典（Ethereum Classic）
- 雪崩合約鏈（Avalanche C-Chain）
- Counterparty
- 波場（TRON）

## 批評
智慧型合約的許多安全屬性本質上很難直接推理，而 Solidity 的圖靈完備性意味著任意屬性的驗證無法確定地自動化。目前用於智慧型合約安全分析的自動化解決方案可能會遺漏掉一些嚴重的違規行為，產生誤報，並且無法在現實合約上達到足夠的程式碼覆蓋率。由於其違反直覺的性質、缺乏處理區塊鏈領域特定方面的結構以及缺乏已知漏洞的中心化文件，Solidity 被批評為以太坊智能合約的實施容易出錯。
2016 年，康奈爾大學的一位研究人員表示，Solidity 是當年發生的 DAO 駭客攻擊的部分原因。他表示：“這實際上不是 DAO 合約本身的缺陷或漏洞：就技術而言，以太坊虛擬機 (EVM) 正在按預期運行，但 Solidity 將安全漏洞導入到合約中，這些漏洞不僅被社區遺漏，還包括原本的語言設計人。”

## 外部連結
- Solidity home and documentation